# Choe Yu-ri
Choe Yu-ri (koreanisch 최유리; * 16. September 1994) ist eine südkoreanische Fußballspielerin.

## Karriere

### Vereine
Nach der Mannschaft des Ulsan College für das sie bis Ende 2014 spielte, schloss sie sich zur Saison 2016 Sejong Sportstoto an. Seit der Saison 2021 spielt sie für Incheon Hyundai Steel Red Angels.

### Nationalmannschaft
Mit der südkoreanischen U20 nahm sie an den Weltmeisterschaften der Jahre 2012 und 2014 teil. Weltmeisterschaft 2014.
Mit der A-Nationalmannschaft nahm sie dann auch an den Asienspielen 2014 teil. Nach der Teilnahme an der Qualifikation für die Ostasienmeisterschaft 2017 stand sie dann auch im Kader der Mannschaft bei der Asienmeisterschaft 2018 und kam hier in zwei Spielen zum Einsatz.
Nach dem Qualifikationsturnier für das Fußball-Turnier der Olympischen Spiele 2020 war ihr nächstes großes Turnier erst wieder die Asienmeisterschaft 2022, in dessen Qualifikation sie ein Tor erzielte. Bei der Endrunde folgte dann noch ein weiteres im Finale.
Am 5. Juli 2023 wurde sie für die WM 2023 nominiert.

## Erfolge
- Zypern-Cup-Finalist 2017